# Фабіан Гамбюхен
Фабіан Гамбюхен  (нім. Fabian Hambüchen, 25 жовтня 1987) — німецький гімнаст, олімпійський чемпіон.

## Виступи на Олімпіадах
| Олімпіада   | Дисципліна       | Місце              |
| ----------- | ---------------- | ------------------ |
| Афіни 2004  | абсолютний залік | 23                 |
| Афіни 2004  | командний залік  | 8                  |
| Афіни 2004  | вільні вправи    | 19T (кваліфікація) |
| Афіни 2004  | опорний стрибок  | 32T (кваліфікація) |
| Афіни 2004  | паралельні бруси | 28T (кваліфікація) |
| Афіни 2004  | перекладина      | 7                  |
| Афіни 2004  | кільця           | 74 (кваліфікація)  |
| Афіни 2004  | кінь             | 59 (кваліфікація)  |
| Пекін 2008  | абсолютний залік | 7                  |
| Пекін 2008  | командний залік  | 4                  |
| Пекін 2008  | вільні вправи    | 4                  |
| Пекін 2008  | опорний стрибок  | 10 (кваліфікація)  |
| Пекін 2008  | паралельні бруси | 4                  |
| Пекін 2008  | перекладина      | 3                  |
| Пекін 2008  | кільця           | 33 (кваліфікація)  |
| Пекін 2008  | кінь             | 67 (кваліфікація)  |
| Лондон 2012 | командний залік  | 7                  |
| Лондон 2012 | абсолютний залік | 15                 |
| Лондон 2012 | перекладина      | 2                  |
| Ріо 2016    | командний залік  | 7                  |
| Ріо 2016    | перекладина      | 1                  |